# Organización territorial de Renania del Norte-Westfalia

Escudo de armas del País de Renania del Norte-Westfalia.

Los 5 distritos gubernamentales: Colonia, Dusseldorf, Munster, Detmold y Arnsberg.

La Región Interurbana de Aquisgrán, las otras 22 ciudades autónomas y los otros 30 distritos territoriales.

Los 396 municipios, incluidas las 28 grandes ciudades (1-I-2008; en dicha fecha eran 29, en lugar de 28).

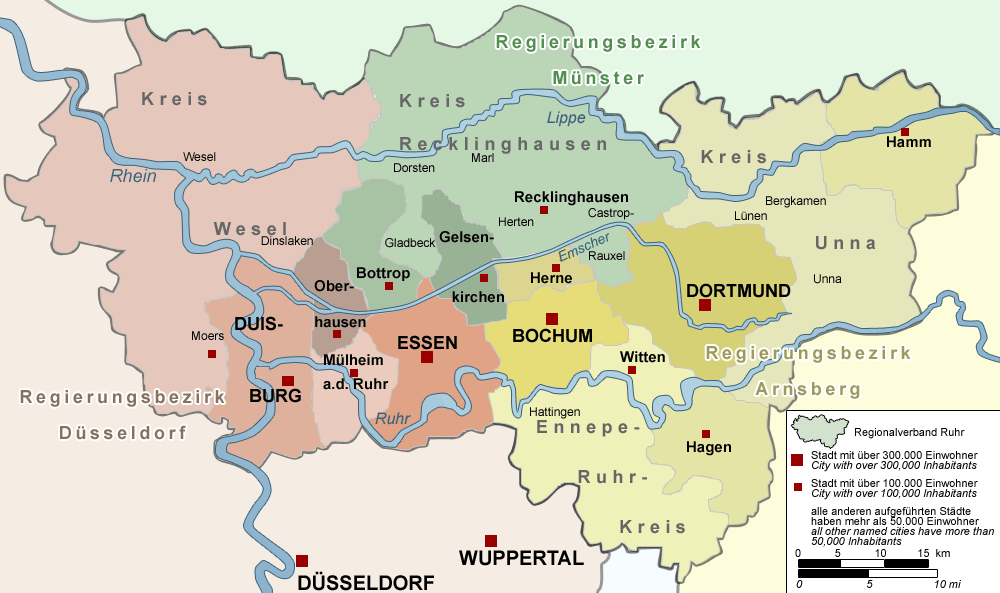
El Territorio del Ruhr (Ruhrgebiet), la aglomeración urbana más grande de Alemania. Sobre él ejerce su autoridad una corporación
llamada Agrupación Regional del Ruhr (Regionalverband Ruhr; RVR), con sede en Essen.

Escudo de armas que usa la Mancomunidad Regional de Renania. El águila representa a Prusia.

La Mancomunidad Regional de Renania.

El Distrito Gubernamental de Colonia.

El Distrito Gubernamental de Dusseldorf.

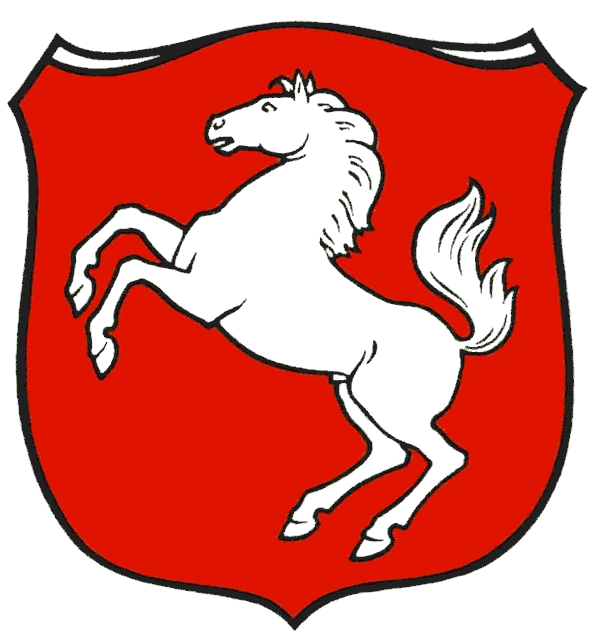
Escudo de armas que usa la Mancomunidad Regional de Westfalia-Lippe.

La Mancomunidad Regional de Westfalia-Lippe.

El Distrito Gubernamental de Munster.

El Distrito Gubernamental de Detmold. Su territorio coincide con el de una corporación llamada
Región de Westfalia Oriental-Lippe
(Region Ostwestfalen-Lippe; OWL),
con sede en Bielefeld.

El Distrito Gubernamental de Arnsberg.

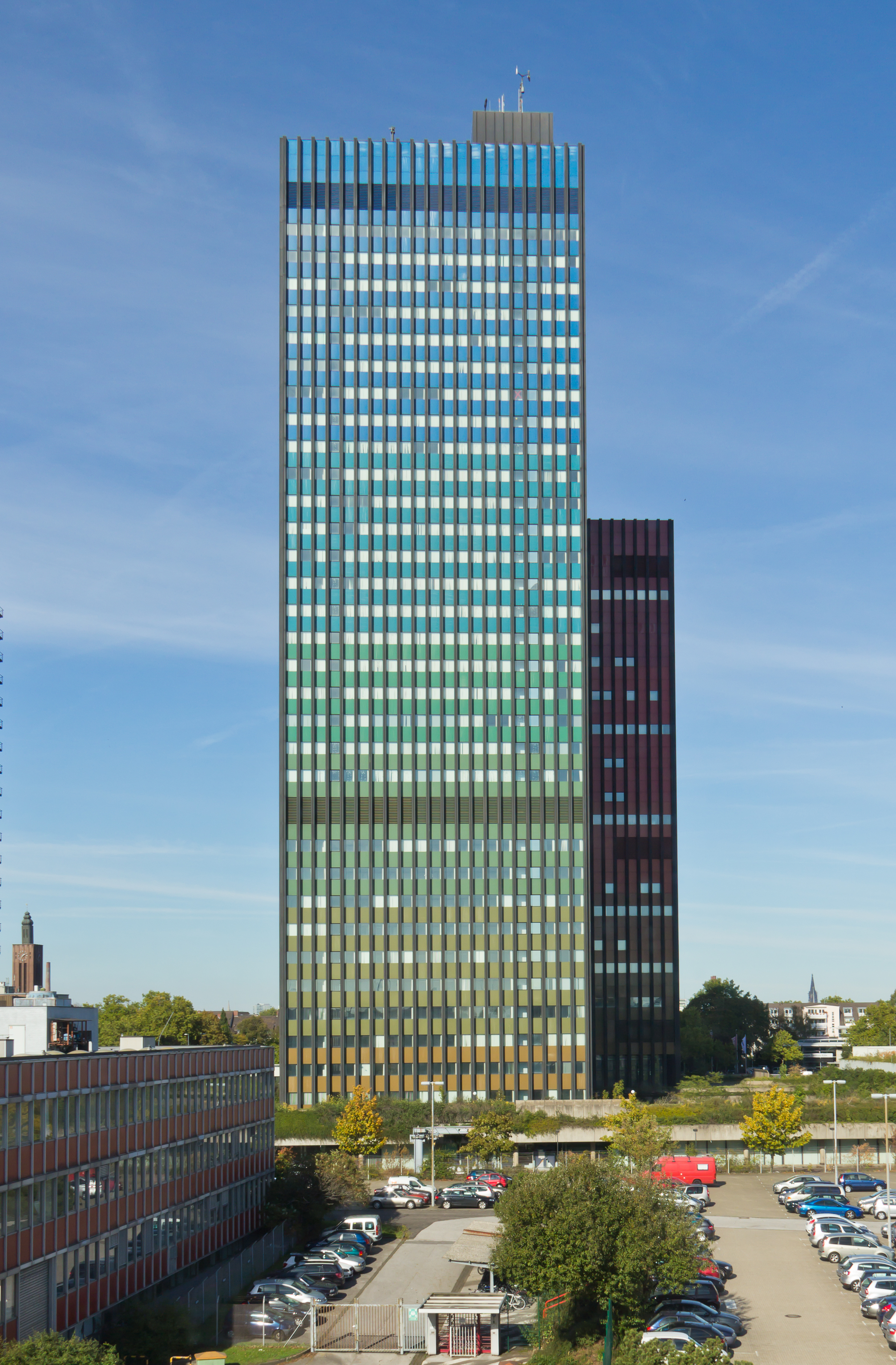
Colonia: la Funkhaus.

Dusseldorf: la Stadttor.

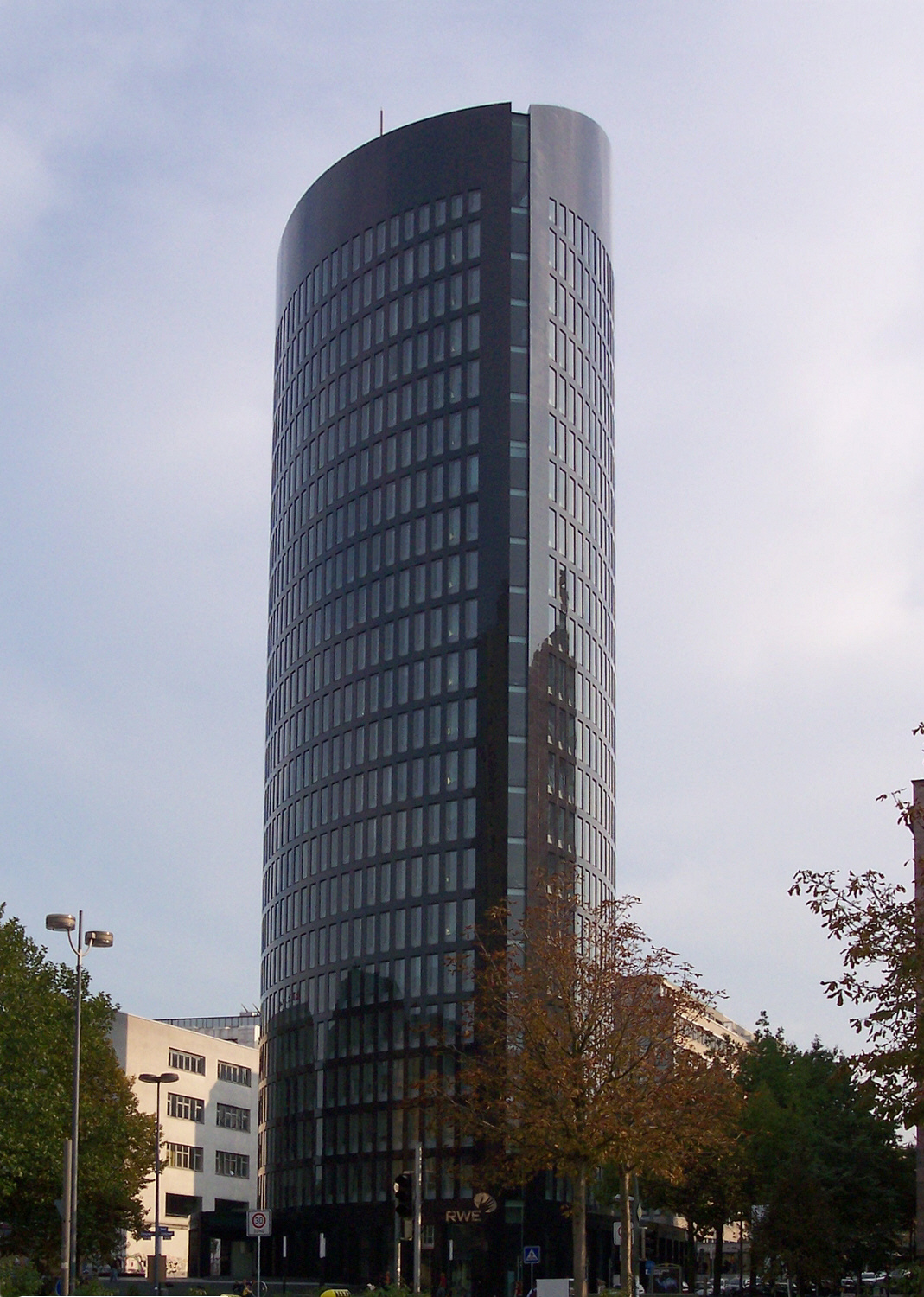
Dortmund: la RWE Tower.

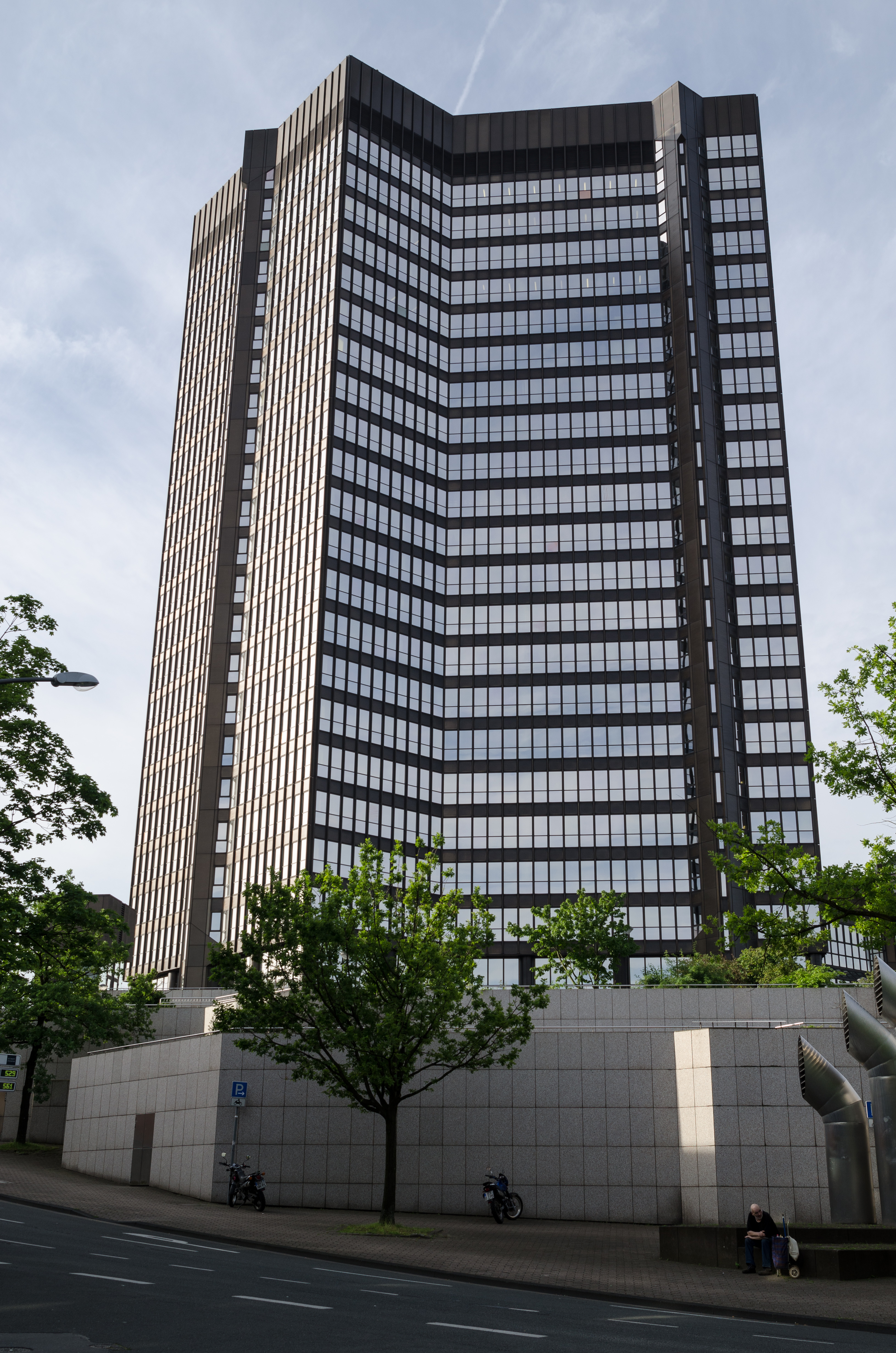
Essen: el Ayuntamiento (Essener Rathaus).

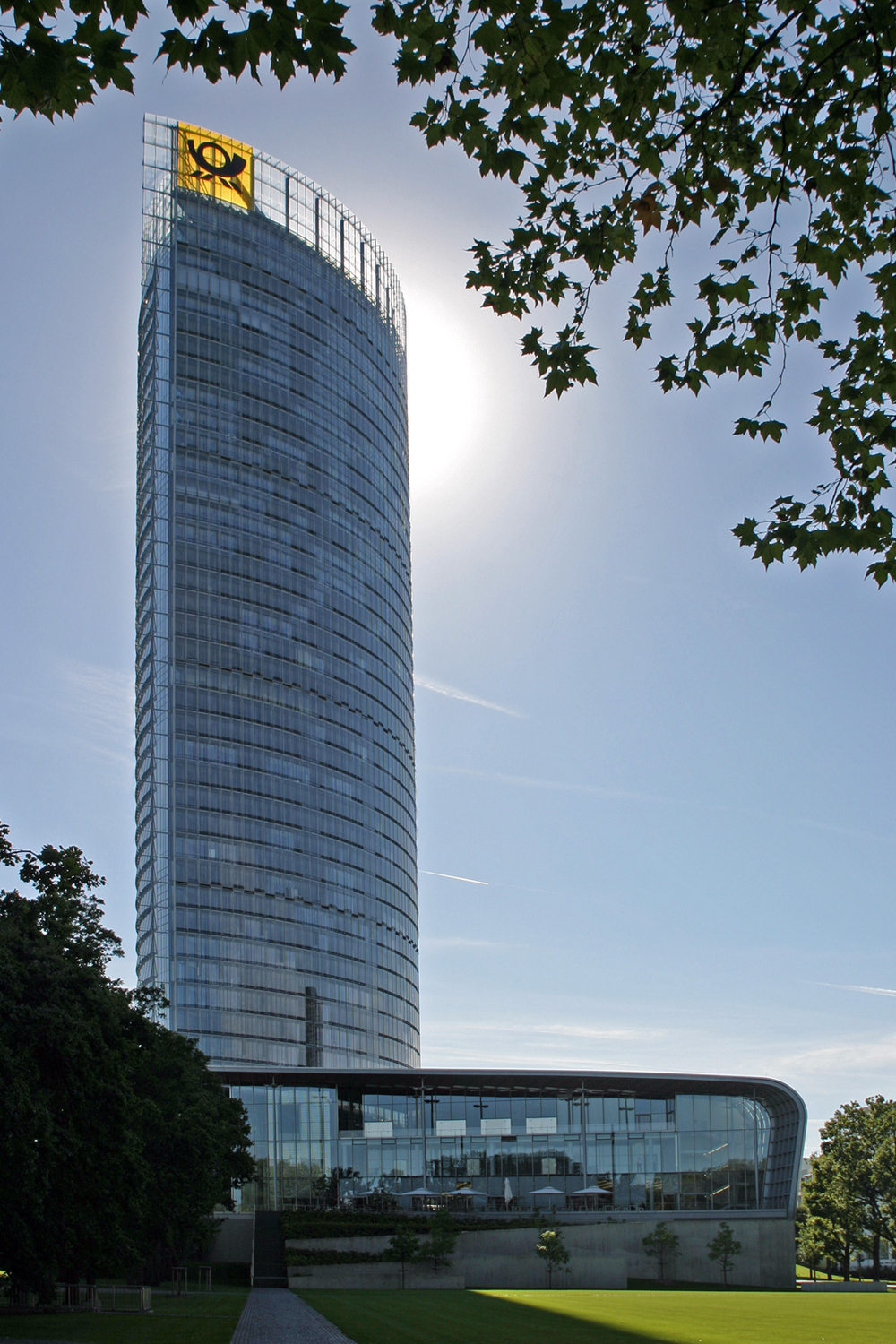
Bonn: la Post Tower.

## Introducción general
El País de Renania del Norte-Westfalia es un Estado federado alemán. Su estructura administrativa es sumamente sencilla. Ahora bien, se trata de un territorio con casi dieciocho millones de habitantes, lo cual implica la necesidad de clarificar, cuanto más mejor, la traslación a la realidad geográfica de dicho modelo administrativo, especialmente en lo que se refiere a sus aspectos socioeconómicos y políticos. Renania del Norte-Westfalia, además, es el Land alemán con menor número de municipios, prescindiendo del País del Sarre (52) y Bremen (2), así como de las Ciudades-Estado de Berlín y Hamburgo. Conjugar correctamente este caso paradójico (el Land alemán con más población, pero también el Estado federado de Alemania con menor número de municipios, en términos tanto relativos como absolutos) es el objetivo principal de este artículo, eminentemente instrumental y complementario del titulado Anexo:Municipios de Renania del Norte-Westfalia.

## Significado de las cuatro letras-clave
Las letras entre paréntesis indican el régimen municipal aplicable a cada uno de los municipios, a fecha de 1 de enero de 2015 (censo de población del 31 de diciembre de 2013):
K = Ciudades no integradas en distritos (kreisfreie Städte). Tienen su propio régimen municipal (I). 23 casos, incluida Aquisgrán, ciudad que tiene un estatuto especial.
G = Grandes ciudades integradas en distritos (große kreisangehörige Städte), con más de 60.000 habitantes (población de hecho), entre las que se incluyen cinco de las llamadas "grandes ciudades", con más de 100.000 habitantes. II régimen municipal. 35 casos.
Hay que tener mucho cuidado en no confundir las "grandes ciudades integradas en distritos" con las llamadas "grandes ciudades", ya que son conceptos muy diferentes.
Son grandes ciudades (Großstädte) las que tienen más de 100.000 habitantes (población de hecho). Dicho concepto se aplica en toda Alemania y no tiene apenas algo que ver con el régimen jurídico aplicable a cada ciudad, ya que se trata de una gradación empleada únicamente para fines estadísticos o geográficos. En la actualidad en Renania del Norte-Westfalia hay 28 grandes ciudades: las 23 "ciudades no integradas en distritos" y las otras 5 grandes ciudades que sí están incluidas en algún distrito (Neuss, Paderborn, Recklinghausen, Moers y Bergisch Gladbach).
M = Ciudades intermedias integradas en distritos (mittlere kreisangehörige Städte), con más de 25.000 habitantes y menos de 60.000. Tienen su propio régimen municipal (III). 124 casos.
S = Restantes ciudades integradas en distritos (sonstige kreisangehörige Städte), con menos de 25.000 habitantes (89). A ellas se añaden los municipios que no tienen la consideración de ciudades (sonstige kreisangehörige Gemeinden; 125). Casualmente, todos ellos no superan los 25.000 habitantes, razón por la que, sean o no ciudades, estos municipios comparten el mismo régimen municipal (IV). 214 casos (89+125).

## Mancomunidad Regional de Renania(Landschaftsverband Rheinland)[Colonia]

### Distrito Gubernamental de Colonia(Regierungsbezirk Köln)
- K = Ciudades no integradas en distritos, incluida Aquisgrán (I; 23).
- G = Grandes ciudades integradas en distritos (II; 35; +60.000 h).
- M = Ciudades intermedias integradas en distritos (III; 124; 25.000−60.000 h).
- S = Restantes ciudades integradas en distritos y municipios que no tienen la consideración de ciudades (IV; 214 (89+125); −25.000 h).

Aquisgrán (regionsangehörige Stadt Aachen; Regionshauptstadt) [K], Bonn (K), Colonia (Köln; RB-Verwaltungssitz) [K] y Leverkusen (K).

#### Región Interurbarna de Aquisgrán(Städteregion Aachen)[9 municipios, excluyendo Aquisgrán]
Ciudades (7, excluyendo Aquisgrán): Alsdorf (M), Baesweiler (M), Eschweiler (M), Herzogenrath (M), Monschau (S), Stolberg de Renania [Stolberg (Rheinland)] (M) y Würselen (M).
Otros municipios (2): Roetgen (S) y Simmerath (S).

#### Distrito de Düren(Kreis Düren)[15 municipios]
Ciudades (5): Düren (Kreisstadt) [G], Heimbach (S), Jülich (M), Linnich (S) y Nideggen (S).
Otros municipios (10): Aldenhoven (S), Hürtgenwald (S), Inden (S), Kreuzau (S), Langerwehe (S), Merzenich (S), Niederzier (S), Nörvenich (S), Titz (S) y Vettweiß (S).

#### Distrito de Euskirchen(Kreis Euskirchen)[11 municipios]
Ciudades (5): Bad Münstereifel (S), Euskirchen (Kreisstadt) [M], Mechernich (M), Schleiden (S) y Zülpich (S).
Otros municipios (6): Blankenheim (S), Dahlem (S), Hellenthal (S), Kall (S), Nettersheim (S) y Weilerswist (S).

#### Distrito de Heinsberg(Kreis Heinsberg)[10 municipios]
Ciudades (7): Erkelenz (M), Geilenkirchen (M), Heinsberg (Kreisstadt) [M], Hückelhoven (M), Übach-Palenberg (S), Wassenberg (S) y Wegberg (M).
Otros municipios (3): Gangelt (S), Selfkant (S) y Waldfeucht (S).

#### Distrito del Alto Berg(Oberbergischer Kreis)[13 municipios]
Ciudades (7): Bergneustadt (S), Gummersbach (Kreisstadt) [M], Hückeswagen (S), Radevormwald (M), Waldbröl (S), Wiehl (M) y Wipperfürth (M).
Otros municipios (6): Engelskirchen (S), Lindlar (S), Marienheide (S), Morsbach (S), Nümbrecht (S) y Reichshof (S).

#### Distrito del Berg Renano(Rheinisch-Bergischer Kreis)[8 municipios]
Ciudades (6): Bergisch Gladbach (Kreisstadt) [G], Burscheid (S), Leichlingen de Renania [Leichlingen (Rheinland)] (M), Overath (M), Rösrath (M) y Wermelskirchen (M).
Otros municipios (2): Kürten (S) y Odenthal (S).

#### Distrito de Rin-Erft(Rhein-Erft-Kreis)[10 municipios]
Ciudades (10): Bedburg (S), Bergheim (Kreisstadt) [G], Brühl (M), Elsdorf (S), Erftstadt (M), Frechen (M), Hürth (M), Kerpen (G), Pulheim (M) y Wesseling (M).

#### Distrito de Rin-Sieg(Rhein-Sieg-Kreis)[19 municipios]
Ciudades (11): Bad Honnef (M), Bornheim (M), Hennef del Sieg [Hennef (Sieg)] (M), Königswinter (M), Lohmar (M), Meckenheim (M), Niederkassel (M), Rheinbach (M), Sankt Augustin (M), Siegburgo (Siegburg; Kreisstadt) [M] y Troisdorf (G).
Otros municipios (8): Alfter (S), Eitorf (S), Much (S), Neunkirchen-Seelscheid (S), Ruppichteroth (S), Swisttal (S), Wachtberg (S) y Windeck (S).

### Distrito Gubernamental de Dusseldorf(Regierungsbezirk Düsseldorf)
- K = Ciudades no integradas en distritos, incluida Aquisgrán (I; 23).
- G = Grandes ciudades integradas en distritos (II; 35; +60.000 h).
- M = Ciudades intermedias integradas en distritos (III; 124; 25.000−60.000 h).
- S = Restantes ciudades integradas en distritos y municipios que no tienen la consideración de ciudades (IV; 214 (89+125); −25.000 h).

Dusseldorf (Düsseldorf; Landeshauptstadt y RB-Verwaltungssitz) [K], Duisburgo (Duisburg) [K], Essen (K), Krefeld (K), Mönchengladbach (K), Mulheim del Ruhr (Mülheim an der Ruhr) [K], Oberhausen (K), Remscheid (K), Solingen (K) y Wuppertal (K).

#### Distrito de Cléveris(Kreis Kleve)[16 municipios]
Ciudades (8): Cléveris (Kleve; Kreisstadt) [M], Emmerich del Rin (Emmerich am Rhein) [M], Geldern (M), Goch (M), Kalkar (S), Kevelaer (M), Rees (S) y Straelen (S).
Otros municipios (8): Bedburg-Hau (S), Issum (S), Kerken (S), Kranenburg (S), Rheurdt (S), Uedem (S), Wachtendonk (S) y Weeze (S).

#### Distrito de Mettmann(Kreis Mettmann)[10 municipios]
Ciudades (10): Erkrath (M), Haan (M), Heiligenhaus (M), Hilden (M), Langenfeld de Renania [Langenfeld (Rheinland)] (M), Mettmann (Kreisstadt) [M], Monheim del Rin (Monheim am Rhein) [M], Ratingen (G), Velbert (G) y Wülfrath (M).

#### Distrito de Rin-Neuss(Rhein-Kreis Neuss)[8 municipios]
Ciudades (6): Dormagen (G), Grevenbroich (G), Kaarst (M), Korschenbroich (M), Meerbusch (M) y Neuss (Kreisstadt) [G].
Otros municipios (2): Jüchen (S) y Rommerskirchen (S).

#### Distrito de Viersen(Kreis Viersen)[9 municipios]
Ciudades (5): Kempen (M), Nettetal (M), Tönisvorst (M), Viersen (Kreisstadt) [G] y Willich (M).
Otros municipios (4): Brüggen (S), Grefrath (S), Niederkrüchten (S) y Schwalmtal (S).

#### Distrito de Wesel(Kreis Wesel)[13 municipios]
Ciudades (9): Dinslaken (G), Hamminkeln (M), Kamp-Lintfort (M), Moers (G), Neukirchen-Vluyn (M), Rheinberg (M), Voerde del Bajo Rin [Voerde (Niederrhein)] (M), Wesel (Kreisstadt) [G] y Xanten (S).
Otros municipios (4): Alpen (S), Hünxe (S), Schermbeck (S) y Sonsbeck (S).

## Mancomunidad Regional de Westfalia-Lippe(Landschaftsverband Westfalen-Lippe)[Munster de Westfalia]

### Distrito Gubernamental de Arnsberg(Regierungsbezirk Arnsberg)
- K = Ciudades no integradas en distritos, incluida Aquisgrán (I; 23).
- G = Grandes ciudades integradas en distritos (II; 35; +60.000 h).
- M = Ciudades intermedias integradas en distritos (III; 124; 25.000−60.000 h).
- S = Restantes ciudades integradas en distritos y municipios que no tienen la consideración de ciudades (IV; 214 (89+125); −25.000 h).

Bochum (K), Dortmund (K), Hagen (K), Hamm (K) y Herne (K).

#### Distrito de Ennepe-Ruhr(Ennepe-Ruhr-Kreis)[9 municipios]
Ciudades (9): Breckerfeld (S), Ennepetal (M), Gevelsberg (M), Hattingen (M), Herdecke (M), Schwelm (Kreisstadt) [M], Sprockhövel (M), Wetter del Ruhr [Wetter (Ruhr)] (M) y Witten (G).

#### Distrito de Hochsauerland(Hochsauerlandkreis)[12 municipios]
Ciudades (10): Arnsberg (RB-Verwaltungssitz) [G], Brilon (M), Hallenberg (S), Marsberg (S), Medebach (S), Meschede (Kreisstadt) [M], Olsberg (S), Schmallenberg (M), Sundern del Sauerland [Sundern (Sauerland)] (M) y Winterberg (S).
Otros municipios (2): Bestwig (S) y Eslohe del Sauerland [Eslohe (Sauerland)] (S).

#### Distrito de La Marck(Märkischer Kreis)[15 municipios]
Ciudades (12): Altena (M), Balve (S), Halver (S), Hemer (M), Iserlohn (G), Kierspe (S), Lüdenscheid (Kreisstadt) [G], Meinerzhagen (S), Menden del Sauerland [Menden (Sauerland)] (M), Neuenrade (S), Plettenberg (M) y Werdohl (M).
Otros municipios (3): Herscheid (S), Nachrodt-Wiblingwerde (S) y Schalksmühle (S).

#### Distrito de Olpe(Kreis Olpe)[7 municipios]
Ciudades (4): Attendorn (S), Drolshagen (S), Lennestadt (M) y Olpe (Kreisstadt) [M].
Otros municipios (3): Finnentrop (S), Kirchhundem (S) y Wenden (S).

#### Distrito de Siegen-Wittgenstein(Kreis Siegen-Wittgenstein)[11 municipios]
Ciudades (7): Bad Berleburg (S), Bad Laasphe (S), Freudenberg (S), Hilchenbach (S), Kreuztal (M), Netphen (M) y Siegen (Kreisstadt) [G].
Otros municipios (4): Burbach (S), Erndtebrück (S), Neunkirchen (S) y Wilnsdorf (S).

#### Distrito de Soest(Kreis Soest)[14 municipios]
Ciudades (7): Erwitte (S), Geseke (S), Lippstadt (G), Rüthen (S), Soest (Kreisstadt) [M], Warstein (M) y Werl (M).
Otros municipios (7): Anröchte (S), Bad Sassendorf (S), Ense (S), Lippetal (S), Möhnesee (S), Welver (S) y Wickede del Ruhr [Wickede (Ruhr)] (S).

#### Distrito de Unna(Kreis Unna)[10 municipios]
Ciudades (8): Bergkamen (M), Fröndenberg del Ruhr (Fröndenberg/Ruhr) [S], Kamen (M), Lünen (G), Schwerte (M), Selm (M), Unna (Kreisstadt) [G] y Werne (M).
Otros municipios (2): Bönen (S) y Holzwickede (S).

### Distrito Gubernamental de Detmold(Regierungsbezirk Detmold)
- K = Ciudades no integradas en distritos, incluida Aquisgrán (I; 23).
- G = Grandes ciudades integradas en distritos (II; 35; +60.000 h).
- M = Ciudades intermedias integradas en distritos (III; 124; 25.000−60.000 h).
- S = Restantes ciudades integradas en distritos y municipios que no tienen la consideración de ciudades (IV; 214 (89+125); −25.000 h).

Bielefeld (K).

#### Distrito de Gütersloh(Kreis Gütersloh)[13 municipios]
Ciudades (10): Borgholzhausen (S), Gütersloh (Kreisstadt) [G], Halle de Westfalia [Halle (Westfalen)] (S), Harsewinkel (S), Rheda-Wiedenbrück (M), Rietberg (M), Schloß Holte-Stukenbrock (M), Verl (M), Versmold (S) y Werther de Westfalia [Werther (Westfalen)] (S).
Otros municipios (3): Herzebrock-Clarholz (S), Langenberg (S) y Steinhagen (S).

#### Distrito de Herford(Kreis Herford)[9 municipios]
Ciudades (6): Bünde (M), Enger (S), Herford (Kreisstadt) [G], Löhne (M), Spenge (S) y Vlotho (S).
Otros municipios (3): Hiddenhausen (S), Kirchlengern (S) y Rödinghausen (S).

#### Distrito de Höxter(Kreis Höxter)[10 municipios]
Ciudades (10): Bad Driburg (S), Beverungen (S), Borgentreich (S), Brakel (S), Höxter (Kreisstadt) [M], Marienmünster (S), Nieheim (S), Steinheim (S), Warburg (S) y Willebadessen (S).

#### Distrito de Lippe(Kreis Lippe)[16 municipios]
Ciudades (10): Bad Salzuflen (M), Barntrup (S), Blomberg (S), Detmold (Kreisstadt y RB-Verwaltungssitz) [G], Horn-Bad Meinberg (S), Lage (M), Lemgo (M), Lügde (S), Oerlinghausen (S) y Schieder-Schwalenberg (S).
Otros municipios (6): Augustdorf (S), Dörentrup (S), Extertal (S), Kalletal (S), Leopoldshöhe (S) y Schlangen (S).

#### Distrito de Minden-Lübbecke](Kreis Minden-Lübbecke)[11 municipios]
Ciudades (8): Bad Oeynhausen (M), Espelkamp (M), Lübbecke (M), Minden (Kreisstadt) [G], Petershagen (M), Porta Westfalica (M), Preußisch Oldendorf (S) y Rahden (S).
Otros municipios (3): Hille (S), Hüllhorst (S) y Stemwede (S).

#### Distrito de Paderborn(Kreis Paderborn)[10 municipios]
Ciudades (7): Bad Lippspringe (S), Bad Wünnenberg (S), Büren (S), Delbrück (M), Lichtenau (S), Paderborn (Kreisstadt) [G] y Salzkotten (S).
Otros municipios (3): Altenbeken (S), Borchen (S) y Hövelhof (S).

### Distrito Gubernamental de Munster(Regierungsbezirk Münster)
- K = Ciudades no integradas en distritos, incluida Aquisgrán (I; 23).
- G = Grandes ciudades integradas en distritos (II; 35; +60.000 h).
- M = Ciudades intermedias integradas en distritos (III; 124; 25.000−60.000 h).
- S = Restantes ciudades integradas en distritos y municipios que no tienen la consideración de ciudades (IV; 214 (89+125); −25.000 h).

Bottrop (K), Gelsenkirchen (K) y Munster de Westfalia [Münster (Westfalen); RB-Verwaltungssitz] (K).

#### Distrito de Borken(Kreis Borken)[17 municipios]
Ciudades (10): Ahaus (M), Bocholt (G), Borken (Kreisstadt) [M], Gescher (S), Gronau de Westfalia [Gronau (Westfalen)] (M), Isselburg (S), Rhede (S), Stadtlohn (S), Velen (S) y Vreden (S).
Otros municipios (7): Heek (S), Heiden (S), Legden (S), Raesfeld (S), Reken (S), Schöppingen (S) y Südlohn (S).

#### Distrito de Coesfeld(Kreis Coesfeld)[11 municipios]
Ciudades (5): Billerbeck (S), Coesfeld (Kreisstadt) [M], Dülmen (M), Lüdinghausen (S) y Olfen (S).
Otros municipios (6): Ascheberg (S), Havixbeck (S), Nordkirchen (S), Nottuln (S), Rosendahl (S) y Senden (S).

#### Distrito de Recklinghausen(Kreis Recklinghausen)[10 municipios]
Ciudades (10): Castrop-Rauxel (G), Datteln (M), Dorsten (G), Gladbeck (G), Haltern am See (M), Herten (G), Marl (G), Oer-Erkenschwick (M), Recklinghausen (Kreisstadt) [G] y Waltrop (M).

#### Distrito de Steinfurt(Kreis Steinfurt)[24 municipios]
Ciudades (10): Emsdetten (M), Greven (M), Hörstel (S), Horstmar (S), Ibbenbüren (M), Lengerich (S), Ochtrup (S), Rheine (G), Steinfurt (Kreisstadt) [M] y Tecklenburg (S).
Otros municipios (14): Altenberge (S), Hopsten (S), Ladbergen (S), Laer (S), Lienen (S), Lotte (S), Metelen (S), Mettingen (S), Neuenkirchen (S), Nordwalde (S), Recke (S), Saerbeck (S), Westerkappeln (S) y Wettringen (S).

#### Distrito de Warendorf(Kreis Warendorf)[13 municipios]
Ciudades (9): Ahlen (M), Beckum (M), Drensteinfurt (S), Ennigerloh (S), Oelde (M), Sassenberg (S), Sendenhorst (S), Telgte (S) y Warendorf (Kreisstadt) [M].
Otros municipios (4): Beelen (S), Everswinkel (S), Ostbevern (S) y Wadersloh (S).

## Para saber más
Bibliografía general relativa a Renania del Norte-Westfalia (en alemán):
- Karl-Rudolf Korte, Marin Florack y Timo Grunden: "Regieren in Nordrhein-Westfalen". Wiesbaden, 2006. ISBN 3-531-14301-8.
- La Landschaftsverband Rheinland y la Landschaftsverband Westfalen-Lippe: "Handbuch der Historischen Stätten Nordrhein-Westfalen". Alfred Kröner Verlag, Stuttgart, 2006, 3ª edición. ISBN 3-520-27303-9.
- "Nordrhein-Westfalen – Jahrbuch 2007". K. G. Saur Verlag, Múnich, 2006, 8ª edición. ISBN 3-598-23954-8.
- "NRW-Lexikon. Politik, Gesellschaft, Wirtschaft, Recht, Kultur." Opladen, 2000. ISBN 3-8100-2336-1.
- Peter Grafe y otros autores: "Der Lokomotive in voller Fahrt die Räder wechseln. Geschichte und Geschichten aus Nordrhein-Westfalen." Berlín/Bonn, 1987. ISBN 3-8012-0118-X.
- Rolf Steiniger: "Ein neues Land an Rhein und Ruhr. Die Ruhrfrage 1945/46 und die Entstehung Nordrhein-Westfalens." Kohlhammer, Colonia, 1990. ISBN 3-17-011113-2.
- Walter Först: "Kleine Geschichte Nordrhein-Westfalens". Dusseldorf, 1986.

Bibliografía especializada sobre la organización municipal alemana y la reforma administrativa que se efectuó en Renania del Norte-Westfalia en los años sesenta y setenta del siglo pasado (en alemán e inglés):
- David King: "A Model of Optimum Local Authority Size". Ensayo incluido en Giancarlo Pola y otros autores (coord.): "Developments in local government finance. Theory and policy." Elgar, Cheltenham, 1996. ISBN 1-85898-377-0, pp. 55-76.
- Detlev Vonde: "Revier der großen Dörfer. Industrialisierung und Stadtentwicklung im Ruhrgebiet." Klartext, Essen, 1994. ISBN 3-88474-123-3.
- Gerhard Henkel y Rolf Tiggemann (coord.): "Kommunale Gebietsreform – Bilanzen und Bewertungen." Essener Geographische Arbeiten, n.º 19, Paderborn, 1990.
- Günter Püttner: "Kommunale Gebietsreform in den neuen Ländern? – Einführende Bemerkungen." Ensayo incluido en Günter Püttner y Wolfgang Bernet (coord.): "Verwaltungsaufbau und Verwaltungsreform in den neuen Ländern. Beiträge zum deutsch-deutschen Verwaltungsrechtskolloquium am 21. und 22. Juni 1991 in Tübingen." Heymann, Colonia, 1992. ISBN 3-452-22418-X, pp. 1–5.
- Hans Joachim von Oertzen y Werner Thieme (coord.): "Die kommunale Gebietsreform". Nomos, Baden-Baden, 1980-1987.
- Jan Esterhues: "Die Gemeindegebietsreform im Raum Münster von 1975. Ein Beitrag zur handlungsorientierten politisch-geographischen Konfliktforschung." Munster, 2005. ISBN 3-402-06287-9.
- Parlamento Regional de Renania del Norte-Westfalia: "Der Kraftakt. Kommunale Gebietsreform in Nordrhein-Westfalen." Schriftenreihe des Landtags, n.º 16, Dusseldorf, 2005.
- Wolfgang Drechsler: "Kommunale Selbstverwaltung und Gemeindegebietsreform. Deutsche Erfahrungen, generelle Erwägungen, estnische Perspektiven." Ensayo incluido en Wolfgang Drechsler (coord.): "Die selbstverwaltete Gemeinde. Beiträge zu ihrer Vergangenheit, Gegenwart und Zukunft in Estland, Deutschland und Europa." Duncker & Humblot, Schriften zum Öffentlichen Recht, n.º 784, Berlín, 1999. ISBN 3-428-09619-3, pp. 119-135.
- Wolfgang Loschelder: "Kommunale Selbstverwaltungsgarantie und gemeindliche Gebietsgestaltung". Duncker & Humblot, Berlín, 1976. ISBN 3-428-03723-5.